# عمر بيريس
عمر بيريس (بالإسبانية: Omar Pires)‏ هو لاعب كرة قدم أرجنتيني في مركز الوسط، ولد في 2 ديسمبر 2000 في الأرجنتين. لعب مع نادي ألميرانته براون.

## وصلات خارجية
- عمر بيريس على موقع Soccerway.com (الإنجليزية)